# Castello di Marchione
Il Castello di Marchione, o villa Marchione, si trova a circa sei chilometri da Conversano: era, soprattutto nel secolo XVIII, una palazzina di caccia e residenza estiva dei conti di Conversano, gli Acquaviva d'Aragona.

## Storia

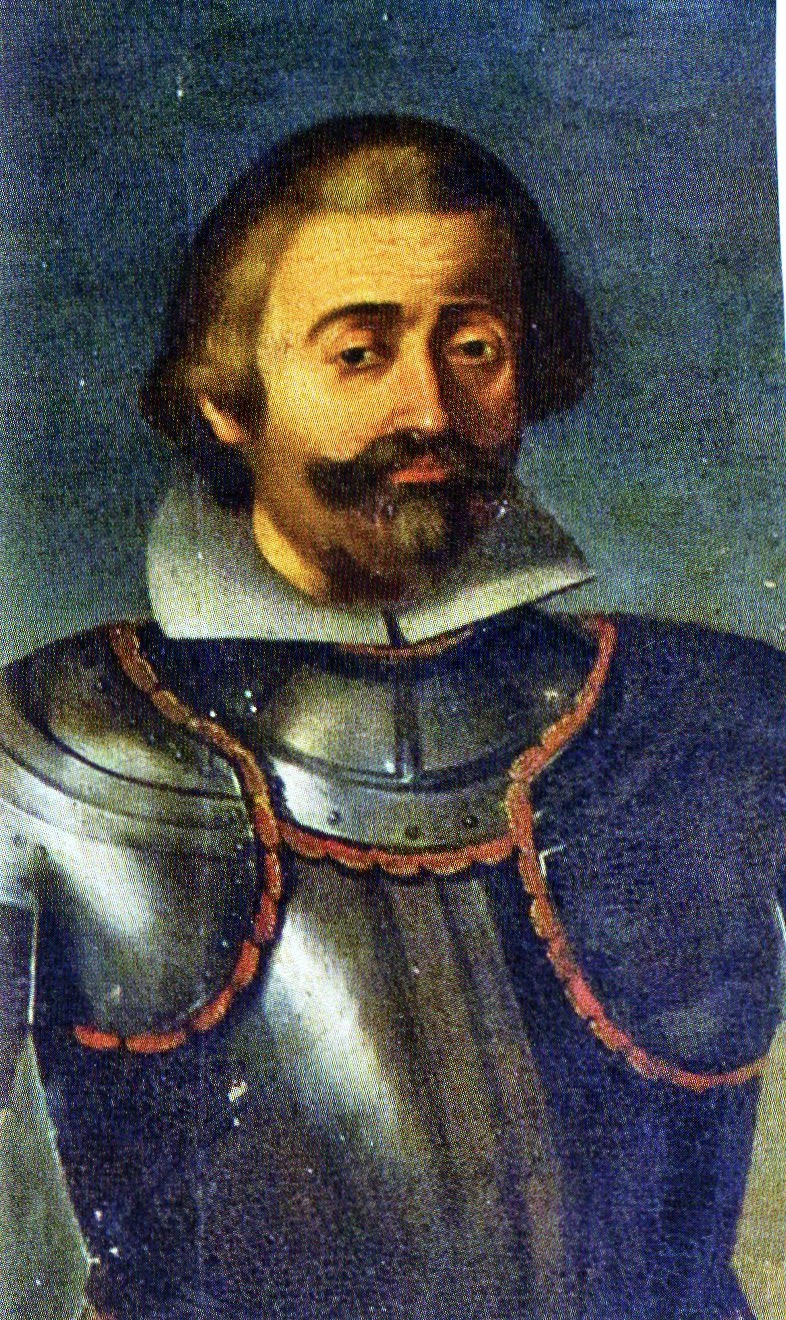
Giangirolamo II

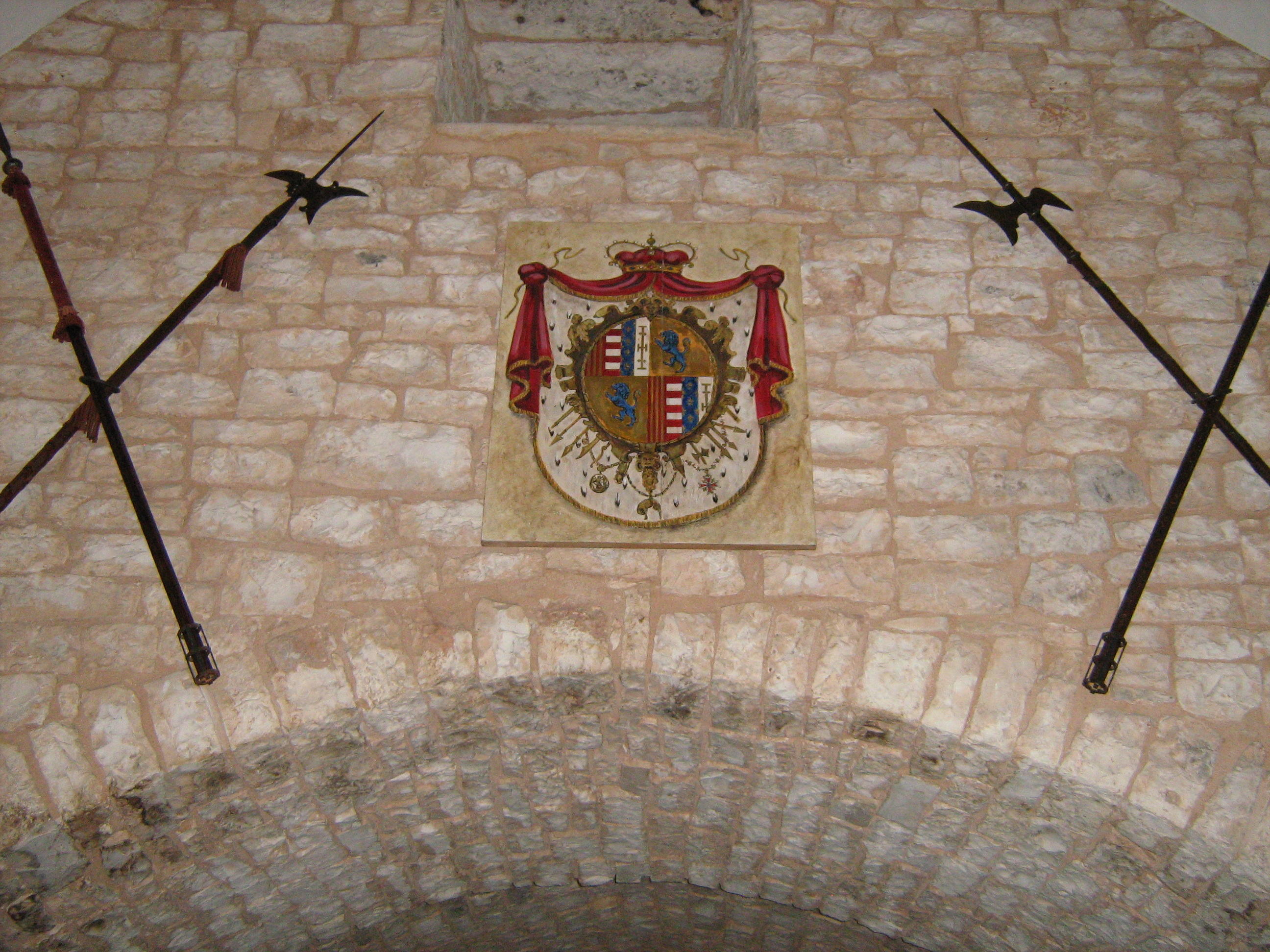
L'arme degli Acquaviva, nel castello

Si ignorano le origini dell'edificio, così come il significato del nome attribuitogli, il quale identifica anche la contrada in cui sorge; l'ipotesi più accreditata è che quest'ultima venisse chiamata il macchione, ossia il "grande bosco", nome poi esteso al castello. In effetti la zona, situata sulla strada per Putignano, si presentava come una boscaglia ricca di querceti e macchia mediterranea coprente una superficie di 1260 ettari. La somiglianza dello strato più antico del castello di Marchione con quello di Conversano fa supporre che questo edificio sorse intorno al tardo XV secolo, periodo in cui il fortilizio principale fu rimordenato. Originariamente doveva essere un casino fortificato, adibito al riposo del conte di Conversano e della sua squadra durante le battute di caccia e al ricovero degli strumenti venatori.
Intorno al quarto decennio del XVII secolo, il conte Giangirolamo II (1600-1665, detto il Guercio delle Puglie) fece ristrutturare il casino, innalzando un secondo piano su quello preesistente e ribassando le quattro torri angolari. Il conte e sua moglie Isabella Filomarino vi dimoravano principalmente d'estate, adoperando come residenza stagionale anche il palazzetto di famiglia ad Alberobello; in questo periodo fu trasferita a Marchione anche parte della quadreria comitale, tra cui un presunto ritratto del Guercio e uno di sua moglie (ancora presenti in loco), nonché, forse, una Caritas romana di Artemisia Gentileschi .  La tradizione popolare narra di un sotterraneo che congiungeva la villa al castello cittadino, voluto dal famigerato Guercio e utilizzato anche in epoche successive, suggestione che tuttavia non trova riscontro.
Nel 1730 il conte Giulio Antonio III (1691-1746) trasformò il casino di caccia in una residenza gentilizia e affidò l'incarico all'architetto Vincenzo Ruffo, allievo di Luigi Vanvitelli, autore della Reggia di Caserta. Dopo la devoluzione della contea al regno di Napoli, nel 1806, il bosco fu tagliato per rendere il terreno coltivabile ed il complesso dato in affitto a famiglie di contadini.
Intorno al 1920, la principessa Giulia Acquaviva d'Aragona (1887-1972) riprese il possesso di Marchione e avviò un'intensa operazione di restauro, proseguita dal figlio Fabio Tomacelli Filomarino (1920-2003), ultimo discendente del casato Acquaviva d'Aragona, morto senza eredi. Nel 1976 il castello di Marchione è stato dichiarato monumento nazionale; appare in diversi film fra i quali Casanova '70 di Monicelli. Attualmente viene usato come contenitore di eventi culturali e cerimonie.

## Descrizione
L'edificio si presenta oggi in forma di villa fortificata, recintata e circondata da un ampio giardino. Sul muro di cinta si apre un portale settecentesco, adornato da statue di leoni e dallo stemma degli Acquaviva d'Aragona. Appena fuori dal perimetro sorge una torretta piccionaia del XVI secolo. A ridosso della cinta muraria, nel cortile interno, sorge una piccola cappella contenente un dipinto barocco di scuola napoletana raffigurante la Vergine con il Bambino.
L'edificio principale ha un impianto rettangolare con quattro torri mozze angolari balaustrate e consta di un pianterreno, un piano sopraelevato e uno superiore. Le loggette delle finestre, alle estremità del prospetto principale, comunicano con eleganti terrazzini circolari ricavati dalla copertura delle torrette. Lo scalone d'onore, a doppia tenaglia, conduce a un'armoniosa loggia con trifora, da cui si accede alle menzionate balaustre; nel vestibolo d'ingresso, in apposite lunette, sono esposte sculture in stile neoclassico. Le due facciate simmetriche e tripartite caratterizzano la costruzione.
Il piano terra, di stampo medievale, si distingue per un ampio salone ornato da quadri, blasoni gentilizi e simboli venatori. Gli ambienti sovrastanti, tardo barocchi, sono arredati con mobili d'epoca e ceramiche artistiche; sono inoltre conservati i ritratti ovali di undici conti di Conversano, tra i quali si riconoscono Giulio Antonio I e il figlio Andrea Matteo. Nel salone principale, coperto da un prezioso soffitto ligneo in cui campeggia lo stemma degli Acquaviva d'Aragona, sono esposti il presunto ritratto a olio di Giangirolamo II e un albero genealogico del casato, risalente probabilmente al XVIII secolo; nella camera attigua è invece esposto il ritratto di Isabella Filomarino, sicuramente identificabile, attribuito a un anonimo artista napoletano del XVII secolo, probabilmente allievo di Paolo Finoglio.